# Ledhuvud

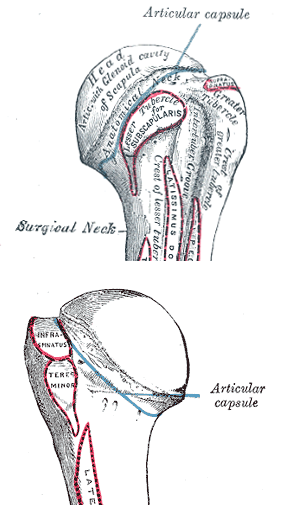
Humerus ledhuvud – caput humeri.

Ledhuvud, latin caput, är den kupolformade eller cylindriska änden i en led där ledbrosk möter ledpanna vilket ger leden en god rörlighet.

## Exempel på ledhuvuden[2]
- Axelledens ledhuvud på humerus – caput humeri
- Höftledens huvud på femur – caput femoris
- Handledens huvud på ulna – facies articulates caput ulnae